# Никола Пенев
Никола Пенев Николов е български политик от БРСДП и БКП, генерал-лейтенант от транспорта.

## Биография
Роден е на 18 януари 1879 г. в Шумен. Брат е на литературоведа Боян Пенев. От 1896 г. е член на БРСДП. През 1901 г. завършва техническо жп училище в Германия. Никола Пенев е сред учредителите на работническия железничарски синдикат. В периода 1910 – 1923 г. е член на Синдикалния комитет на ОРСС (Общ работнически синдикален съюз). От 1911 до 1923 г. е член на Управителния съвет на Съюза на транспортните работници. Между 1919 и 1923 г. е член на ЦК на БКП. През 1923 г. е арестуван и лежи в затвора до 1925 г. През 1925 г. емигрира в СССР. Там остава до 1933 г. В СССР работи в Международната организация в помощ на борците на революцията (МОПР) като съветник по жп транспорта. През 1936 г. става член на Централната синдикална комисия при ЦК на БКП. От 1938 до 1944 г. работи като машинист в книжната фабрика в село Белово. След 9 септември 1944 г. се включва в изграждането на Профсъюза на железничарите и моряците. В периода 1945 – 1955 г. е член на Изпълнителното бюро на ОРПС (Общ работнически профсъюз). Умира на 3 декември 1955 г.